# Миллс, Бернард Ярнтон
Бернард Ярнтон Миллс (англ. Bernard Yarnton Mills, 8 августа 1920, Мэнли, Новый Южный Уэльс — 25 апреля 2011, Сидней, Австралия) — австралийский инженер и астроном, пионер радиоастрономии в Австралии, известен, в частности, разработкой и созданием радиотелескопов Mills Cross и Molonglo Cross. Доктор технических наук, профессор.

## Биография
Родился в Австралии близ Сиднея, в Мэнли (Новый Южный Уэльс). Его отец, Эллис Миллс, был архитектором, приехавшим из Англии ещё до Первой мировой войны. Его мать, Сильфида Динвидди, была учителем танцев из Новой Зеландии. В  возрасте 16 лет получил стипендию для обучения на инженера в Сиднейском университете, который закончил в 1942 году. В 1950 году получил награду первого класса за диссертацию на тему «Миллионновольтная резонансно-полостная рентгеновская трубка» (англ. A Million-Volt Resonant-Cavity X-ray Tube), представленную Миллсом на получение степени магистра технических наук.
В 1948 году Миллс начал работать с недавно созданной радиоастрономической группой Государственного объединения научных и прикладных исследований (вначале занимался разработкой военных радарных систем). В 1959 году стал доктором технических наук. В 1960 году начал преподавать физику в Сиднейском университете, где создал группу радиоастрономии и разработал концепцию «Суперкреста». В 1965 году назначен профессором физики и астрофизики. Уволен из университета в 1985 году.
Основные труды в области радиоастрономии. Предложил крестообразную систему радиотелескопа — весьма эффективную и простую интерференционную систему, которая состоит из двух линий антенн, расположенных по направлениям север — юг и запад — восток, и имеет «карандашную» диаграмму направленности (известна как «крест Миллса»). Осуществил строительство нескольких таких радиотелескопов, в частности, Mills Cross Telescope, первый из них, начал работать в штате Новый Южный Уэльс в 1954 году. В 1967 году запустил в строй телескоп обсерватории «Молонгло». Выполнил радиообзоры южного неба — измерил положения многих дискретных источников, отождествил их с оптическими объектами, определил угловые размеры. Выполнил в 1952 году анализ распределения дискретных источников по небу и пришёл к важному выводу о существовании как галактических источников, концентрирующихся к плоскости Галактики, так и внегалактических, равномерно распределённых по небу. Изучал пульсары и их распределение в Галактике, нашёл в 1970 году, что они концентрируются ближе к местной ветви и ветви Стрельца и что их среднее расстояние от галактической плоскости совпадает с расстоянием остатков сверхновых от этой же плоскости. Принимал участие в наблюдениях радиоисточников, включённых в четыре каталога обсерватории «Молонгло», и в анализе этих каталогов. Провёл детальное исследование многих протяжённых источников южного неба, в частности Магеллановых Облаков.
В 1942 году Миллс женился на Лериде Кармалски, у них было трое детей. В 1969 году Лерида умерла; в следующем году он женился на Крис, у которой было двое детей одного возраста с детьми Миллса.

## Награды и звания
- 1957 — Медаль Томаса Ранкена Лайла[англ.] Академии наук Австралии.
- 1959 — Член[англ.] Академии наук Австралии.
- 1963 — Член Королевского общества Королевского общества[2].
- 1967 — Австралийская научная премия «Британники».
- 1976 — Компаньон ордена Австралии.
- 2006 — Золотая медаль Гроута Ребера за достижения в радиоастрономии.